# Número interprimo
Em matemática, um número interprimo é a média aritmética de dois números primos ímpares consecutivos. Por exemplo, 9 é um número interprimo porque é a média de 7 e 11. Os primeiros interprimos são:
4, 6, 9, 12, 15, 18, 21, 26, 30, 34, 39, 42, 45, 50, 56, 60, 64, 69, 72, 76, 81, 86, 93, 99, ... (sequência A024675 na OEIS)
Os interprimos não são números primos (caso contrário os primos usados na conta não seriam consecutivos).
Há um número infinito de números primos e por isso é também infinito o número de interprimos. O maior interprimo conhecido à data de 2017 tinha 388342 dígitos: n = 2996863034895 · 21290000, sendo n ± 1 o mais alto par de números primos gémeos.